# Нагобилеви
Нагобилеви (груз. ნაღობილევი) — село в Грузии, на территории Озургетского муниципалитета края (мхаре) Гурия.

## География
Село находится в западной части Грузии, на правом берегу реки Натанеби, на расстоянии приблизительно 8 километров (по прямой) к западо-северо-западу от города Озургети, административного центра муниципалитета. Абсолютная высота — 39 метров над уровнем моря.

## Население
По результатам официальной переписи населения 2014 года, в Нагобилеви проживало 730 человек (344 мужчины и 386 женщин). В национальной структуре населения грузины составляли 99,7 %, армяне — 0,15 %, русские — 0,15 %.
| Год  | Население, человек |
| ---- | ------------------ |
| 2002 | 877                |
| 2014 | ↘ 730              |